# GLRA4
GLRA4 (англ. Glycine receptor alpha 4) – білок, який кодується однойменним геном, розташованим у людей на X-хромосомі. Довжина поліпептидного ланцюга білка становить 417 амінокислот, а молекулярна маса — 47 728.
| 10         |  | 20         |  | 30         |  | 40         |  | 50         |
| ---------- |  | ---------- |  | ---------- |  | ---------- |  | ---------- |
| MTTLVPATLS |  | FLLLWTLPGQ |  | VLLRVALAKE |  | EVKSGTKGSQ |  | PMSPSDFLDK |
| LMGRTSGYDA |  | RIRPNFKGPP |  | VNVTCNIFIN |  | SFSSITKTTM |  | DYRVNVFLRQ |
| QWNDPRLSYR |  | EYPDDSLDLD |  | PSMLDSIWKP |  | DLFFANEKGA |  | NFHEVTTDNK |
| LLRIFKNGNV |  | LYSIRLTLIL |  | SCLMDLKNFP |  | MDIQTCTMQL |  | ESFGYTMKDL |
| VFEWLEDAPA |  | VQVAEGLTLP |  | QFILRDEKDL |  | GCCTKHYNTG |  | KFTCIEVKFH |
| LERQMGYYLI |  | QMYIPSLLIV |  | ILSWVSFWIN |  | MDAAPARVGL |  | GITTVLTMTT |
| QSSGSRASLP |  | KVSYVKAIDI |  | WMAVCLLFVF |  | AALLEYAAIN |  | FVSRQHKEFI |
| RLRRRQRRQR |  | LEEDIIQESR |  | FYFRGYGLGH |  | CLQARDGGPM |  | EGSGIYSPQP |
| PAPLLREGET |  | TRKLYVD    |  |            |  |            |  |            |

A: Аланін

C: Цистеїн

D: Аспарагінова кислота

E: Глутамінова кислота

F: Фенілаланін

G: Гліцин

H: Гістидин

I: Ізолейцин

K: Лізин

L: Лейцин

M: Метіонін

N: Аспарагін

P: Пролін

Q: Глутамін

R: Аргінін

S: Серин

T: Треонін

V: Валін

W: Триптофан

Кодований геном білок за функціями належить до рецепторів, іонних каналів, хлорних каналів. 
Задіяний у таких біологічних процесах, як транспорт іонів, транспорт. 
Білок має сайт для зв'язування з хлоридом. 
Локалізований у клітинній мембрані, мембрані, клітинних контактах, клітинних відростках, синапсах.